# スピード査定バラエティ カラクリマネー
『スピード査定バラエティ カラクリマネー』（スピードさていバラエティ カラクリマネー）は、日本テレビで2012年6月10日から2012年8月5日まで毎週日曜日16:55 - 17:25に放送されていたバラエティ番組。通称『カラクリマネー』。
2012年3月10日13:30 - 14:30には『サタデーバリューフィーバー』枠でパイロット版が放送された。

## 内容
ヒトやモノの価値をスピード査定していく。
2012年9月18日22:00 - 23:24には90分スペシャルが放送された。
2013年4月14日から、札幌テレビでも毎週日曜16:25 - 16:55に約10ヶ月遅れで放送されている。

## 出演者
MC
- 中山秀征
- 小島慶子

## スタッフ
- 企画・総合演出：福士睦
- ナレーター：垂木勉
- 構成：桜井慎一、小山賢太郎、久松知博、山形遼介／川崎良
- TM：石塚功
- SW：三井隆裕
- CAM：山田祐一、渡辺滋雄、村上和正、榎本丈之
- MIX：三石敏生
- AUD：山田値久、藤岡絵里子、玉城善彦
- VE：三山隆浩
- 照明：鈴木亮
- 美術プロデューサー：三浦昭彦
- デザイン：高橋太一
- 大道具：堀北剛
- 小道具：吉田研二
- 電飾：岩井直樹
- 持道具：京阪商会
- 技術協力：NiTRO、八峯テレビ
- 美術協力：日本テレビアート
- 編集：宮島洋介、小澤章二
- MA：小田嶋広貴
- 編成企画：下田明宏
- 編成：鈴木淳一
- CG：アイヴリックスタジオ
- メイク：小野かおり
- 音効：村松聡（佳夢音）
- リサーチ：入江規充
- TK：坂本幸子
- デスク：山本恭代
- AP：飛戸亜紀、杉本美雪
- ディレクター：藤原将人、村上剛、長沼昭悟、中島太一、米田浩平、徳永美哲、丸山太嘉志
- 演出：笠間崇、新沢学
- プロデューサー：遠藤正累／島田勇夫、上原敏明、大澤裕二
- チーフプロデューサー：安岡喜郎
- 制作協力：U-FIELD、AX-ON
- 製作著作：日本テレビ